# Acanthoscelides attelaboides
Acanthoscelides attelaboides is een keversoort uit de familie bladkevers (Chrysomelidae). De wetenschappelijke naam van de soort werd in 1819 gepubliceerd door Drapiez.